# Sometimes You Can't Make It on Your Own
Sometimes You Can't Make It on Your Own is een nummer van de Ierse rockband U2 uit 2005. Het is de tweede single van hun veertiende studioalbum How to Dismantle an Atomic Bomb.

## Achtergrondinformatie
"Sometimes You Can't Make It on Your Own" is een hommage aan Bono's vader Bob Hewson, die in 2001 op 75-jarige leeftijd overleed. Bono zong het nummer op de begrafenis, en draagt het nummer nog steeds aan zijn vader op. Toen Bono's vader overleed, zat U2 midden in een tour.
De relatie tussen Bono en zijn vader was moeilijk, wat hij ook bezingt in het nummer. De vader van Bono was een hardwerkende man uit de Dublinse middenklasse en zelf een amateurzanger die het zingen enkel als hobby hield. Hij moedigde zijn zoon dan ook nooit aan om de muziek in te gaan, maar ontmoedigde hem juist. Zo zei hij bijvoorbeeld tegen Bono: "To dream is to be disappointed". Bono's vader was operaliefhebber en sceptisch over rockmuziek. Over Bono's zonnebril zei hij bijvoorbeeld: "Why don't you take those fucking glasses off?". Aan de andere kant zei hij juist dat hij en zijn zoon te veel op elkaar leken, wat blijkt uit de regels "I don’t need to hear you say, That if we weren’t so alike, You’d like me a whole lot more". In de bridge van het nummer zingt Bono dat hij, tegen zijn vaders advies in, toch door zijn vader is gaan zingen ("You're the reason why the opera is in me").
Het nummer begint rustig met een eenvoudig gitaarloopje, vervolgens wordt de plaat zorgvuldig opgebouwd, waarbij heel langzamerhand het volume en daarmee de spanning toeneemt. De drums en de zang nemen flink toe in een tussencouplet waarin Bono zijn vader rechtstreeks toezingt.
In 2006 won de band een Grammy Award voor Song of the Year voor het nummer.

## NPO Radio 2 Top 2000
| Nummer met noteringen in de NPO Radio 2 Top 2000 | '07 | '08  | '09 | '10 | '11 | '12  | '13 | '14  | '15  | '16  | '17  | '18  | '19  |
| ------------------------------------------------ | --- | ---- | --- | --- | --- | ---- | --- | ---- | ---- | ---- | ---- | ---- | ---- |
| Sometimes You Can't Make It on Your Own          | 445 | 1746 | 839 | 787 | 844 | 1150 | 744 | 1001 | 1052 | 1445 | 1502 | 1812 | 1797 |

1. ↑  Een vetgedrukt getal geeft de hoogste notering aan.
2. ↑  2007 was het eerste jaar met een notering voor dit nummer.
3. ↑  Deze tabel is bijgewerkt tot en met de laatste editie (2024).

Bono · The Edge · Adam Clayton · Larry Mullen jr.